# مردمان آفتاب
«فرزندان آفتاب» (به انگلیسی: People of the Sun) نام دومین آهنگ از گروه ریج اگنست د ماشین در سبک رپ متال بود که در سال ۱۹۹۶ میلادی در آلبوم امپراتوری شر قرار داشت. مضمون این ترانه دربارهٔ انقلاب زاپاتیستا است. خوانندهٔ اصلی گروه، زک د لا روچا، پس از آن که در سفر به چیاپاس، در جنوب کشور مکزیک، با گروهی از زاپاتیست‌ها ملاقات کرد، این ترانه را در وصف آنان سرود. «فرزندان آفتاب» همچنین دارای یک موزیک ویدئو است. این ترانه نامزد دریافت یک جایزهٔ گرمی در سال ۱۹۹۸ شد که موفق به کسب آن نشد و آهنگی از گروه اسمشینگ پامپکینز در آن سال جایزه را بُرد.
این آهنگ دارای طیف وسیعی از مأخذ است. مهمترین مواردی که در ترانه به آن‌ها اشاره شده، نابودی امپراتوری آزتک توسط اسپانیایی (نگاه کنید به مقاله: پنج خورشید) و خشونت‌های زوت سوئیت لس آنجلس در سال ۱۹۴۳، و همچنین ماجرای شکنجه و نهایتاً اعدام آخرین امپراتور آزتک، Cuauhtémoc، توسط مهاجمان اسپانیایی، می‌باشند.
پوستر هنری این تک‌ترانه تصویری از ذرت، داس و فانوسقه است که در سال ۱۹۲۷ تینا مودوتی، عکاس ایتالیایی، در مکزیک گرفته‌است. ذرت‌ها به خاطر رنگ‌های مختلفشان و فانوسقه به خاطر نوع پوشش زاپاتا، در ادبیات طرفداران زاپاتیستا نمادین هستند؛ در حالی که داس از نمادهای بین‌المللی سوسیالیسم و چپ‌گرایی است.
نسخه نهایی این آهنگ در تاریخ ۹ مه ۱۹۹۶ در پاریس فرانسه ساخته شد.

## موزیک‌ویدئو
موزیک ویدئوی این اثر توسط پیتر کریستوفرسن کارگردانی شد و تهیه‌کنندگی آن را فیز اولیویر در اسکوئیک پیچرز به عهده داشت. فیلم با صحنه‌ای از شلیک به یک دختر از سرخ‌پوستان مکزیکی آغاز می‌گردد؛ بازوی او در حال خونریزی است و عبارت "Trickle down" روی خون او نشان داده می‌شود. تصویری از آمار تلفات ارتش آزادی‌بخش ملی زاپاتیستا در یک مأموریت نمایش می‌یابد. تصاویری از نیروهای ارتش ایالات متحده آمریکا در مکزیک نیز دیده می‌شود. البته نسخه‌ای که توسط شبکهٔ MTV پخش شد، دارای ویرایش‌هایی است. صحنه‌هایی از کودکان و کارگران کشته شده یا در حال شکنجه نیز به سبک فیلم‌های ¡Qué viva México!، به کارگردانی سرگئی آیزنشتاین در دههٔ ۱۹۳۰، نمایش داده می‌شوند.

## ترک‌ها
1. "People of the Sun" (مردمان آفتاب)
2. "Zapata's Blood (Live)" (خون زاپاتا)
3. "Without a Face (Live)" (بی چهره)